# Кандзю
Кандзю (на китайски: 康居; на пинин: Kāngjū) е историческа държава в Централна Азия, известна от китайски източници за времето между 2 век пр.н.е. и 3 век. През този период тя е смятана за втората по значимост сила в Трансоксиана след държавата на юеджи.
Произходът и езикът на народа на Кандзю не е изяснен, като според различни хипотези те говорят тюркски, ирански или тохарски език.

## История
Кандзю се споменава за пръв път от китайския пътешественик Джан Циен, който посещава региона около 128 година пр.н.е. Той описва държавата им като граничеща на юг с Ферганската долина и с център на 800 km северозападно от нея, като е подчинена на юеджи на юг и на хунну на изток.
В началото на 1 век Кандзю е сочена като по-значителна сила, която контролира пет буферни княжества по границите си с Фергана и Согдиана. Подчинена на Кандзю е и държавата на аланите северно от Аралско море. Около 125 година за васали на Кандзю са сочени освен аланите и техните северни съседи йен, както и стратегически важният град Бей Уи (днешен Ходжент). През следващото столетие Кандзю изглежда губи васалите си, но запазва основната си територия, въпреки че Южна Согдиана преминава към юеджите.
Кандзю запазва самостоятелността си и поддържа дипломатически контакти с Китай до края на 3 век, след което е подчинена от ефталитите.